# Cerkiew Zaśnięcia Matki Bożej w Pruchniku
Cerkiew Zaśnięcia Matki Bożej w Pruchniku – parafialna cerkiew greckokatolicka, znajdująca się w Pruchniku.
Po 1947 opuszczona utraciła funkcje kultowe. 

## Historia
Najstarsze zachowane wzmianki o prawosławnej cerkwi w Pruchniku sięgają 8 kwietnia 1611 gdy Jan Świętosławski i Piotr Broniewski pozwalają wybudować na zakupionym gruncie cerkiew i utrzymywać duchownego.
Wybudowano świątynię pod wezwaniem "Zaśnięcia Matki Bożej". Cerkiew obsługiwał pop, utrzymywany przez ludność ruską z własnych środków. Wkrótce potem została zniszczona. Po 1692 roku mieszkańców włączono do unickiej diecezji przemyskiej.
Parafia greckokatolicka rozwijała się w Pruchniku dosyć prężnie. W XVII w dekanacie pruchnickim obrządku łacińskiego istniało 8 cerkwi należących do grekokatolików. W 1785 r. unici (Rusini) stanowili nadal sporą liczbę 8572 (ok 50%) mieszkańców, natomiast w 1888 r. wskutek wyludnienia miasta i postępującego prozelityzmu już tylko 188 co stanowiło (ok 20%) populacji.
Nową murowaną zbudowano dopiero w 1871 roku. Cerkiew nie zachowała się do dziś w swoim pierwotnym stanie. Wraz ze stopniowym zanikiem wiernych obrządku greko katolickiego parafia dekanatu pruchnickiego odgrywała coraz mniejsze znaczenie. Ostatecznie w wyniku wysiedleń nie łacińskiej mniejszości ukraińskiej cerkiew została przebudowana na Dom Kultury. Do dzisiaj mieszczą się w niej gminna biblioteka i właśnie ośrodek kultury.

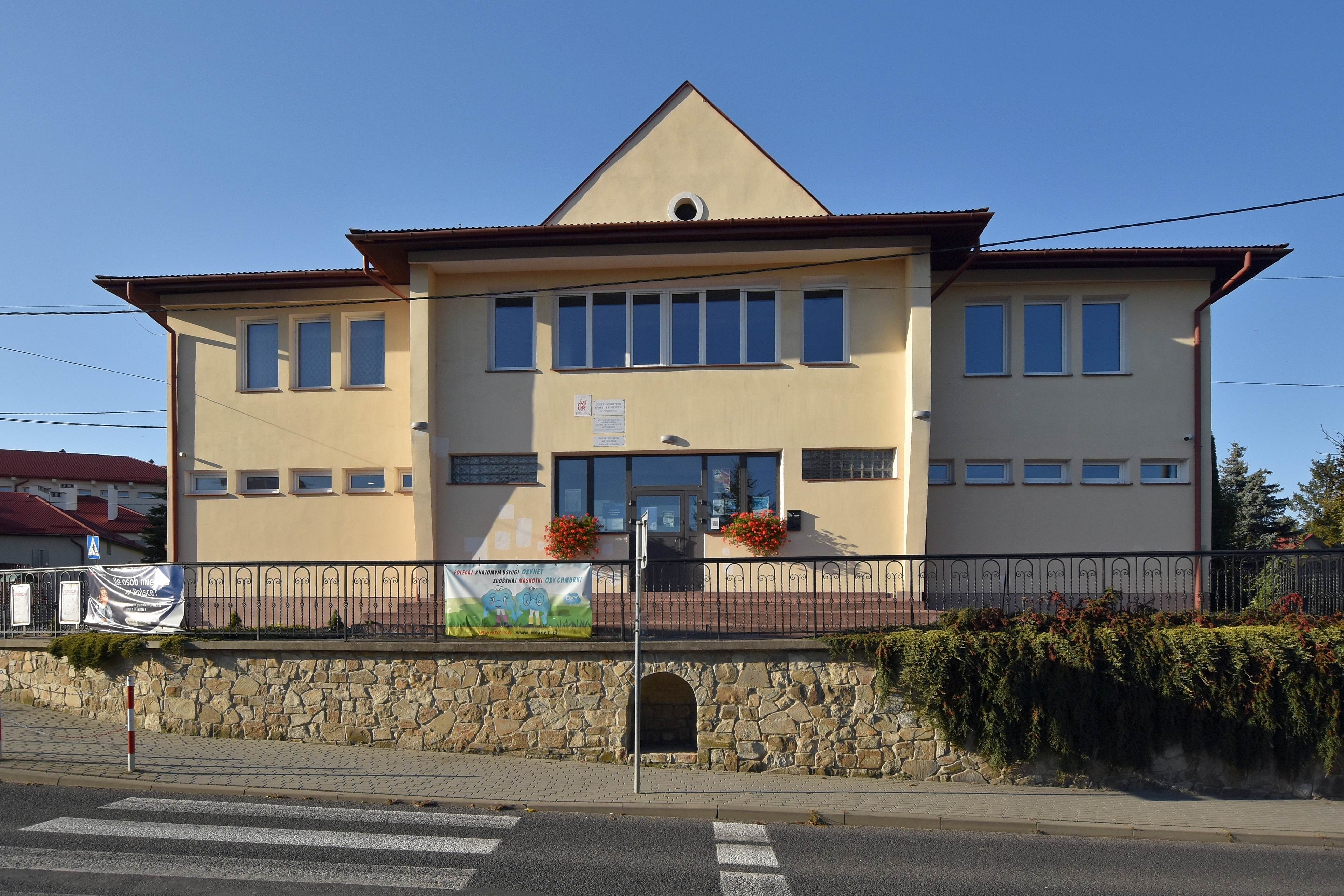
Elewacja frontowa
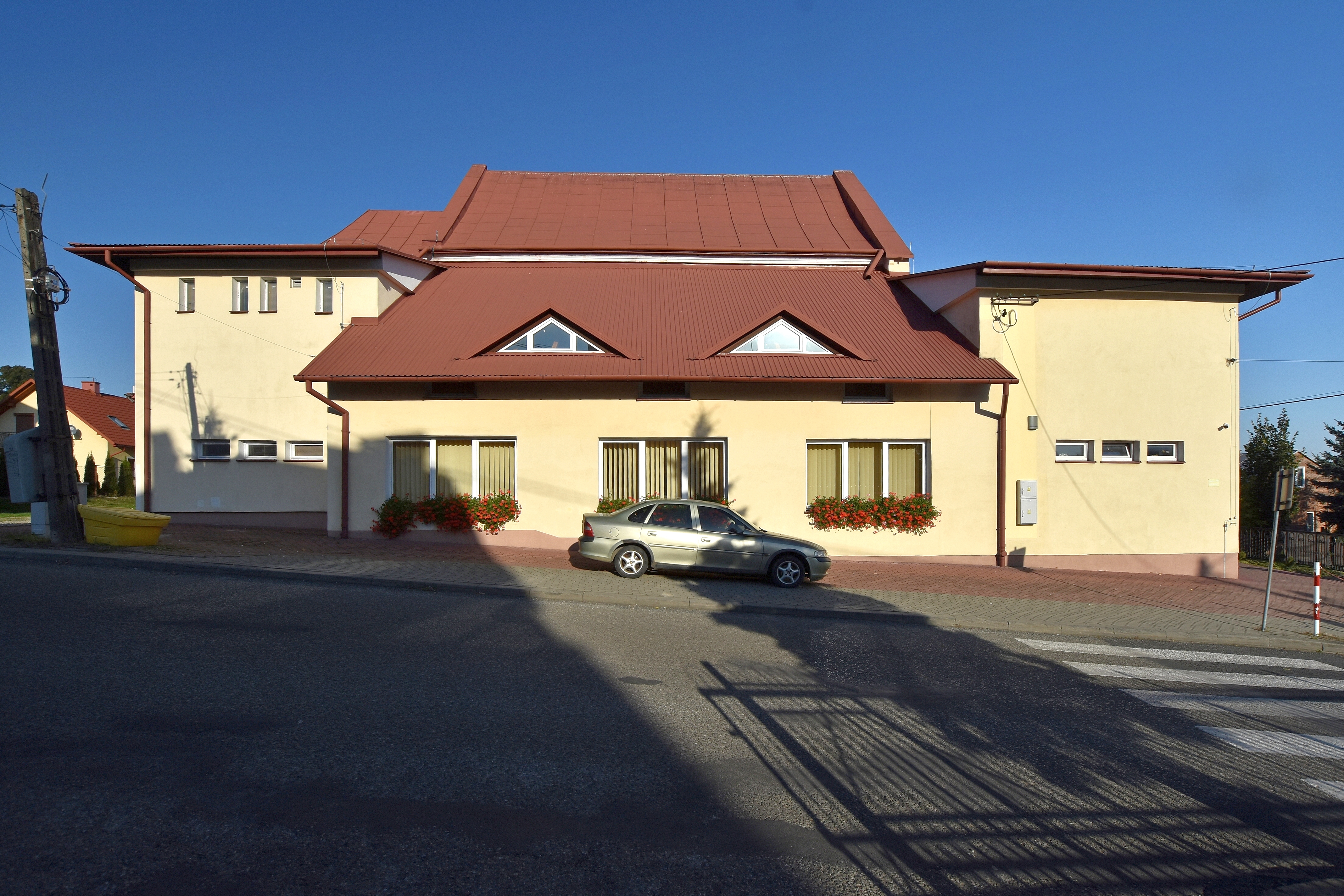
Elewacja boczna
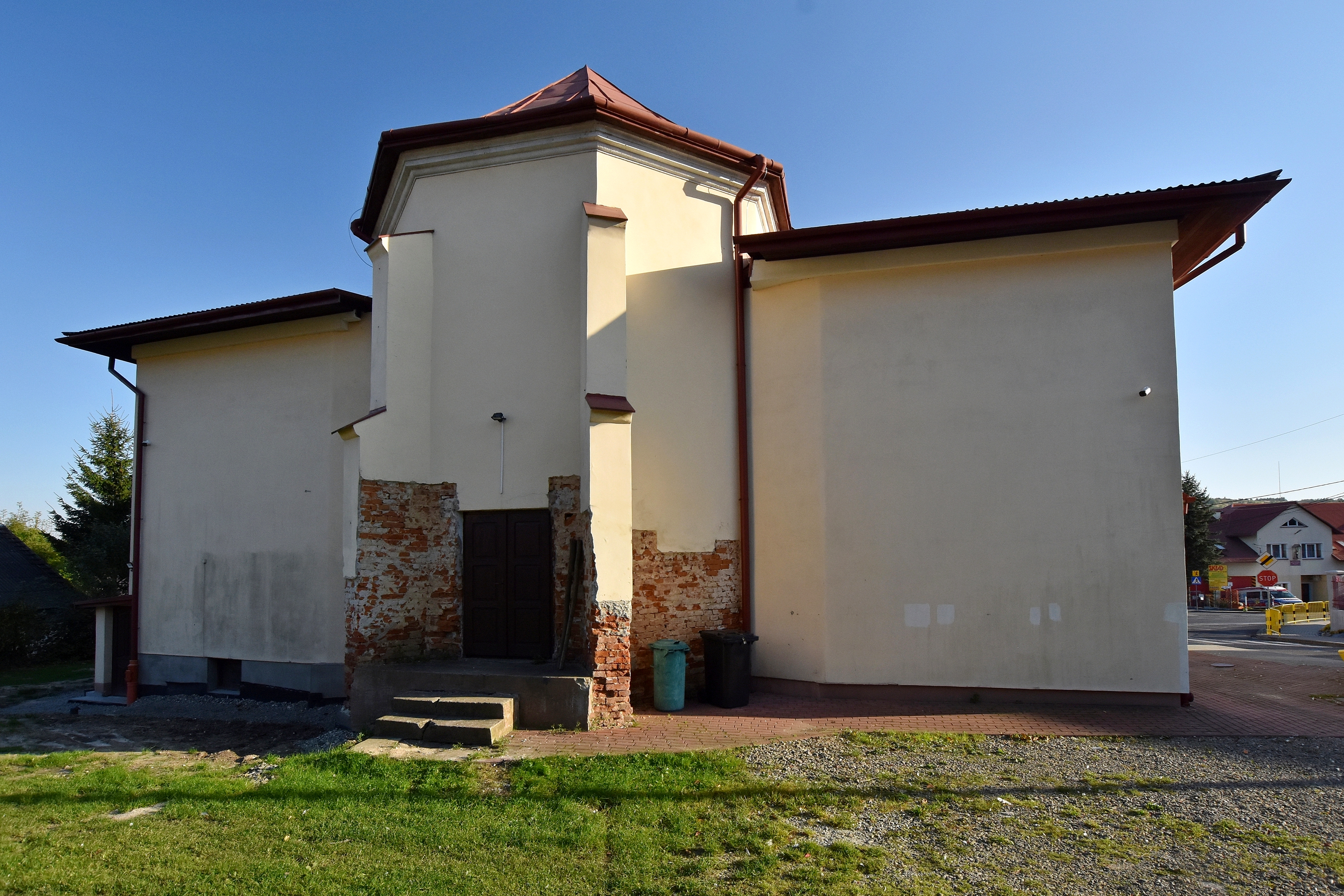
Widok od strony prezbiterium